# Chelymorpha rosarioensis
Chelymorpha rosarioensis là một loài bọ cánh cứng trong họ Chrysomelidae. Loài này được Buzzi miêu tả khoa học năm 2000.